# Ридо-холл
Ридо́-холл (англ. Rideau Hall), расположенный по адресу Сассекс-драйв, 1 в Оттаве, — официальная резиденция генерал-губернатора Канады с 1867 года и местопребывание канадского монарха, когда он посещает Оттаву.
В отличие от ряда резиденций глав других государств (например, Букингемского дворца или Белого дома) Ридо-холл расположен не в центре города. Это место скорее уединённое, что придаёт ему характер частной резиденции.
Резиденция была построена в 1838 году для шотландского предпринимателя Томаса Маккея и его семьи, проживших там до 1855 года. Дом принадлежит к архитектуре викторианского и эдвардианского стилей.
Когда королева Виктория в 1858 году выбрала Оттаву новой столицей провинции Канада, Ридо-холл стал резиденцией лорда Монка — в то время генерал-губернатора Британской Северной Америки. В 1867 году лорд Монк стал первым генерал-губернатором Канады, а Ридо-холл остался резиденцией его преемников.
После Маккея и его семьи дом сдавался как временная резиденция и многократно расширялся, в том числе путём добавления в 1872 году внутреннего теннисного корта, ледяного катка и горы для катания на санках. Сегодня горы и теннисного корта больше не существует. Старый теннисный корт теперь называется Tent Room и используется по формальным случаям.
Главный вход, задуманный Дэвидом Юартом, главным архитектором Доминиона, и выполненный в 1914 году из известняка, объединил переднюю часть постройки общим стилем георгианской архитектуры. Он содержит гербы всех губернаторов Канады, начиная с Самюэля де Шамплена, первого губернатора Новой Франции. Портреты британских генерал-губернаторов выставлены в Tent Room, а портреты канадских генерал-губернаторов (начиная с Винсента Мэсси) — в Reception Room. Портреты супруг генерал-губернаторов находятся в Drawing Room.
Поскольку во время каждого официального приёма какого-либо важного лица обычно сажают дерево, в парке растёт много деревьев с маленькими табличками с именами посадивших, среди которых можно отметить Елизавету II, Королеву-мать, принцессу Диану, Джона Ф. Кеннеди, Ричарда Никсона, Кофи Аннана и так далее.
В 2006—2007 гг. были проведены реставрационные работы, чтобы восстановить фасад, не подправлявшийся с 1914 года. Эти работы, проводимые Комиссией государственной столицы, планировалось закончить весной 2007 года, но они были завершены позже.

## Примечание
1. ↑  Canada. Patrimoine canadien. La couronne canadienne : la monarchie constitutionnelle au Canada.. — Patrimoine canadien, 2008. — ISBN 978-0-662-09335-0, 0-662-09335-6.
2. ↑  Arthur William Patrick Albert, duke of Connaught and Strathearn | British military officer | Britannica (англ.). www.britannica.com. Дата обращения: 27 декабря 2022. Архивировано 19 ноября 2018 года.